# 中村育美
中村育美（1985年10月8日 ‐ ）是日本電玩創意總監、概念藝術家、平面設計師。代表作分別有《大神》、《魔兵驚天錄》、《邪靈入侵》、《鬼線：東京》。

## 經歷
進入遊戲公司卡普空後，就被調派到卡普空分公司（當時）四葉草工作室股份有限公司。歷經《大神》的開發後，加入當時剛創立的白金工作室股份有限公司，並參與《魔兵驚天錄》和《龍鱗化身》的開發。之後參與了ZeniMax Media集團內的開發工作室也就是探戈遊戲工作室股份有限公司的設立。以藝術總監的身分參與《邪靈入侵》的開發。之後擔任同公司作品《鬼線：東京》的創意總監，並於2019年6月在美國洛杉磯舉辦的電子遊戲的貿易展覽會電子娛樂展中發表本作，並因此受到熱烈歡迎。
2019年9月，開發《鬼線：東京》的途中，因為身心問題不堪負荷而退出本作的開發並因此離開探戈遊戲工作室。
2022年3月，設立UNSEEN工作室。2023年12月，在游戏大奖2023上中村育美亲自公布了UNSEEN开发的首个游戏《KEMURI》。

## 作品
- 大神（2006年4月20日，PlayStation 2） - 3D背景藝術
- 魔兵驚天錄（2009年10月29日，Xbox 360、PlayStation 3） - 概念藝術
- 龍鱗化身 - 概念藝術
- 邪靈入侵（2014年10月23日，Microsoft Windows、PlayStation 3、PlayStation 4、Xbox 360） - 藝術總監
- 鬼線：東京 – 遊戲創意總監
- 彩虹六号：围攻 - 特邀美术设计

## 關聯項目
- 神谷英樹
- 三上真司
- 稻葉敦志

## 外部連結
- 中村育美的X（前Twitter）
- UNSEEN （页面存档备份，存于）